# Zuc dal Bôr
Der Zuc dal Bôr (auch Zuc del Bor) ist mit einer Höhe von 2195 m s.l.m. der höchste Berg der Gleris-Gruppe. 

## Lage
Die Gruppe liegt im äußersten Osten der südlichen karnischen Alpen eingeschlossen vom Karnischen Hauptkamm im Norden und der Julischen Alpen im Süden und Osten.
Der Gebirgskamm liegt im Naturreservat Albatal. Der Höhenweg Alta Via del CAI Moggio erschließt diesen Gebirgszug und zählt zu den interessantesten Wanderwegen in diesem Gebiet.